# روب هود
روب هود (بالإنجليزية: Rob Hood)‏ هو كاتب أسترالي، ولد في 24 يوليو 1951 في Parramatta ‏ في أستراليا.